# Pels nostres amors
Pels nostres amors (títol original: À nos amours) és una pel·lícula francesa dirigida per Maurice Pialat i estrenada l'any 1983. Ha estat doblada i subtituladaal català.

## Argument
Suzanne té quinze anys. De vacances a la Costa d'Azur, rebutja Luc, el jove que està enamorat d'ella, a continuació es dona a un americà desconegut a la platja.
De retorn a París, multiplica les aventures amoroses. Els seus pares se separen. El seu pare abandona la casa. Ha d'enfrontar-se a l'hostilitat de la seva mare i del seu germà. El seu matrimoni se salda amb un fracàs. Després d'haver tornat a veure el seu pare, marxa amb un amant als Estats Units.

## Repartiment
- Sandrine Bonnaire: Suzanne
- Evelyne Ker: la mare
- Dominique Besnehard: Robert
- Pierre-Llop Rajot: Bernard
- Cyril Collard: Jean-Pierre
- Maurice Pialat: el pare
- Anne-Sophie Maillé: Anne
- Maïté Maillé: Martine
- Christophe Odent: Michel
- Cyr Boitard: Luc
- Jacques Fieschi: Jacques
- Eric Viellard: Henri

## Gènesi de la pel·lícula

### Tria dels actors
Sandrine Bonnaire va presentar la seva candidatura pensant ser figurant, com ho havia fet en La Boum, per un projecte de pel·lícula titulada Les Meurtrières. Maurice Pialat desitjava proposar-li el paper principal i adaptar el guió per donar més paper al seu personatge.
Pel paper del germà de Suzanne, Robert, el director de càsting Dominique Besnehard havia en principi pensat en Robin Renucci però Pialat li va proposar finalment fer el paper ell mateix.

### Rodatge
En el guió inicial, el pare havia de morir i no estava previst que tornés en l'escena del sopar. Maurice Pialat va desembarcar en l'escena i ha deixat els actors improvisar en una situació que no havien previst.
L'escena del forat havia de ser l'última escena entre Suzanne i el seu pare. Quan Suzanne es preocupa per l'ull groc del seu pare, això hauria de ser un indici de la mort propera del pare.

## Premis
- 1983: Premi Louis-Delluc
- 1984: César a la millor pel·lícula
- 1984: César a la millor esperança femenina per Sandrine Bonnaire

## Al voltant de la pel·lícula
S'observa en el repartiment alguns noms: a més de la presència del mateix Pialat, el director de repartiment més conegut del cinema francès, Dominique Besnehard, té un dels papers principals; Cyril Collard hi fa la seva única aparició com a actor (excepte la seva pròpia pel·lícula Les Nits feres) i s'anotarà igualment la presència del guionista Jacques Fieschi. És el primer paper de Sandrine Bonnaire al cinema, amb qui Pialat improvisa en diverses escenes.